# Ködnitztal
Das Ködnitztal ist ein linkes Seitental des Kalser Tals. Es liegt vollständig auf dem Gemeindegebiet von Kals am Großglockner und reicht von den Abhängen des Großglockners (Ködnitzkees) bis zur Mündung des Ködnitzbachs in den Kalserbach bei der Fraktion Ködnitz, wobei der Bach in diesem Bereich mit dem zufließenden Peischlachbach die Grenze zwischen der Glockner- und der Schobergruppe bildet. Im Tal liegt die Fraktion Glor-Berg, wobei der Schliederler-Hof () in rund 1720 Metern Höhe den höchsten besiedelten Punkt des Tals bildet.
Weiter talein steht das Lucknerhaus (1918 m ü. A. ), das als wichtiger Ausgangspunkt für Bergsteiger dient. Der hier befindliche Großparkplatz Glocknerwinkel ist über die mautpflichtige Kalser Glocknerstraße erreichbar. Neben dem Lucknerhaus steht das Denkmal für die Kalser Bergführer ().
Vom Lucknerhaus führt der Weg über die Lucknerhütte (2241 m ü. A. ) zur Stüdlhütte (2801 m ü. A.), welche als Zwischenstation für die Großglockner-Besteigungen gilt, sofern man nicht den Weg über die Adlersruhe wählt.

## Bilder

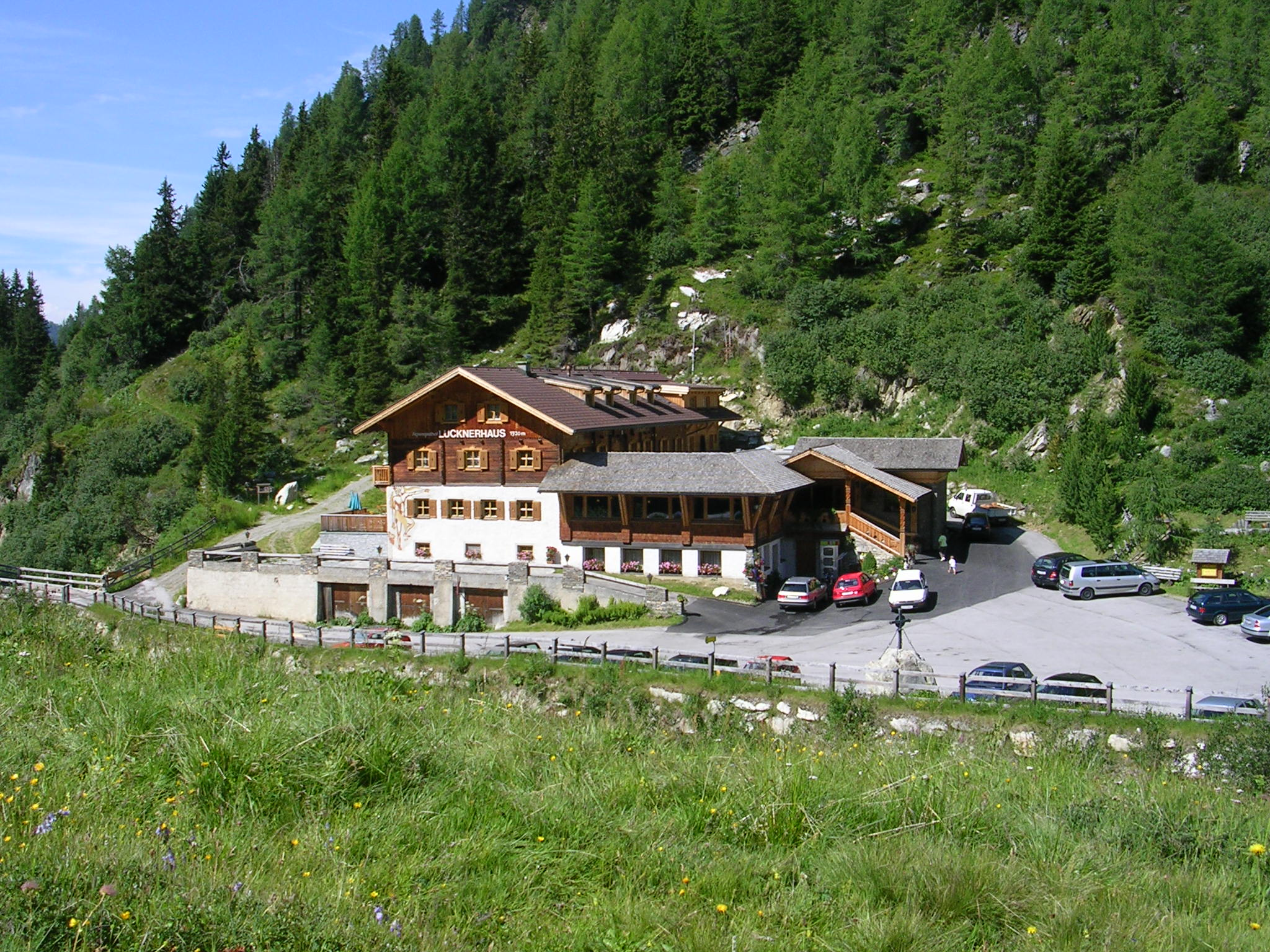
Das Lucknerhaus im Ködnitztal.
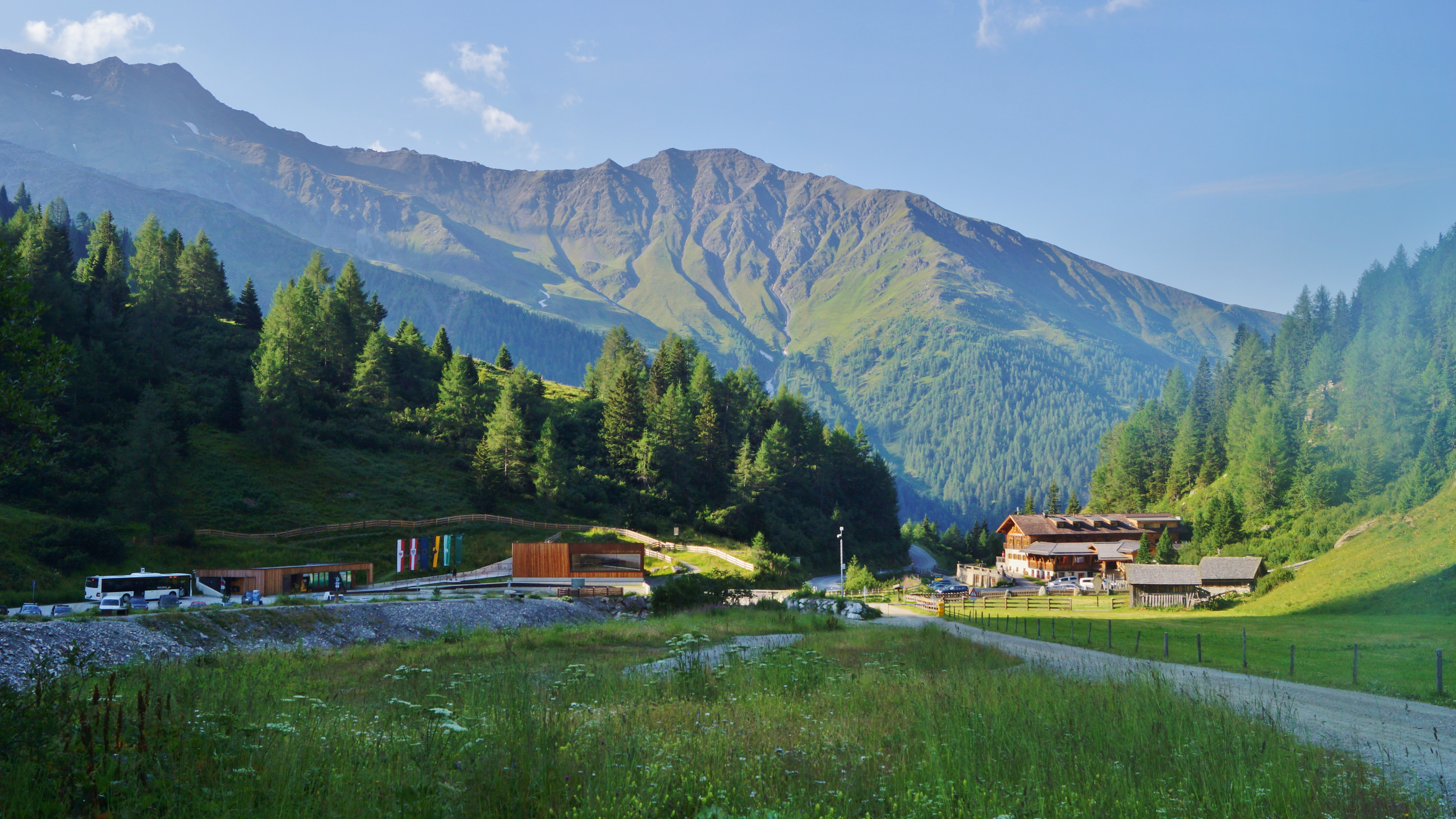
P Glocknerwinkel mit Lucknerhaus
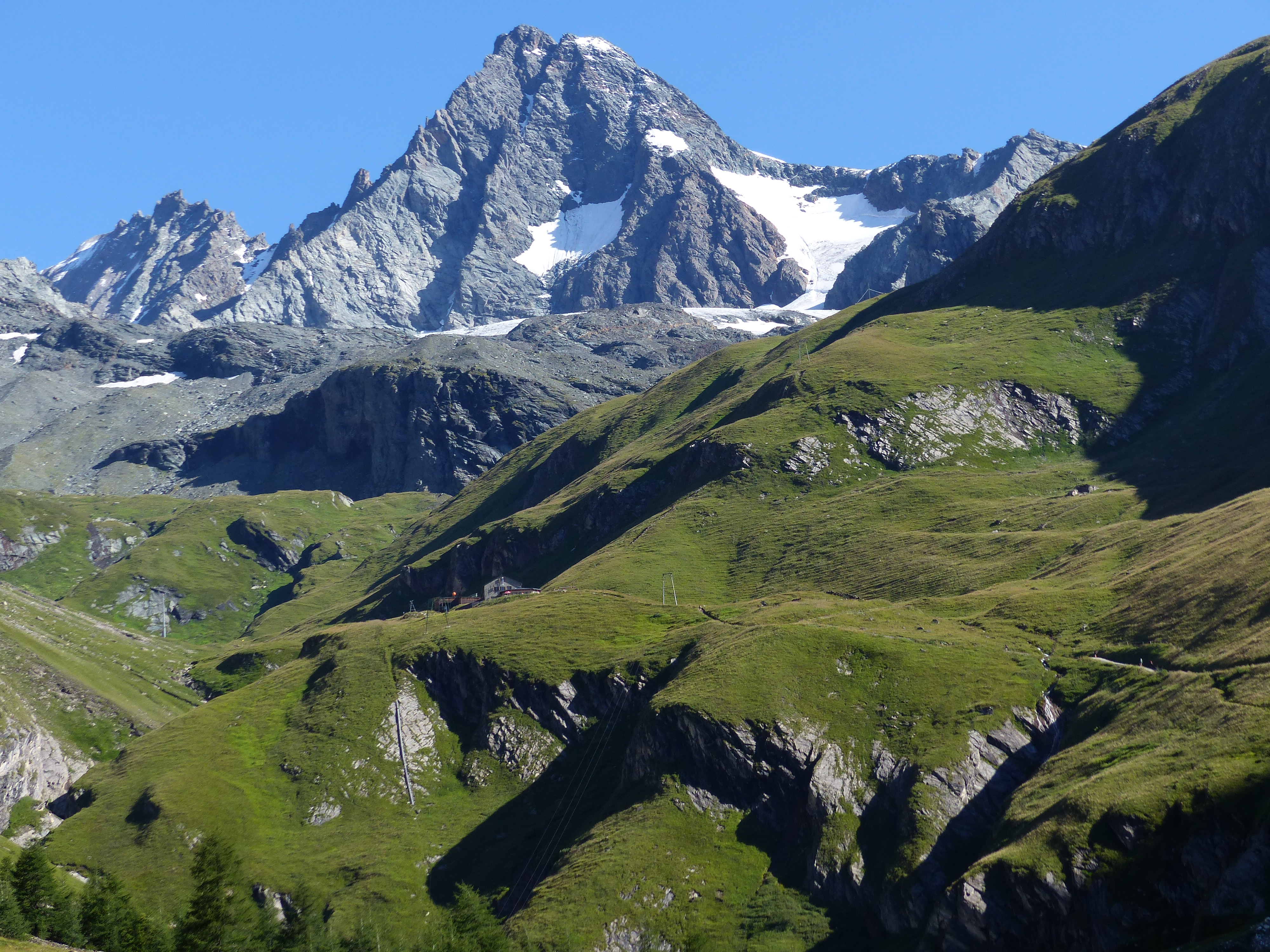
Im Ködnitztal: Großglockner mit Lucknerhütte (Bildmitte).
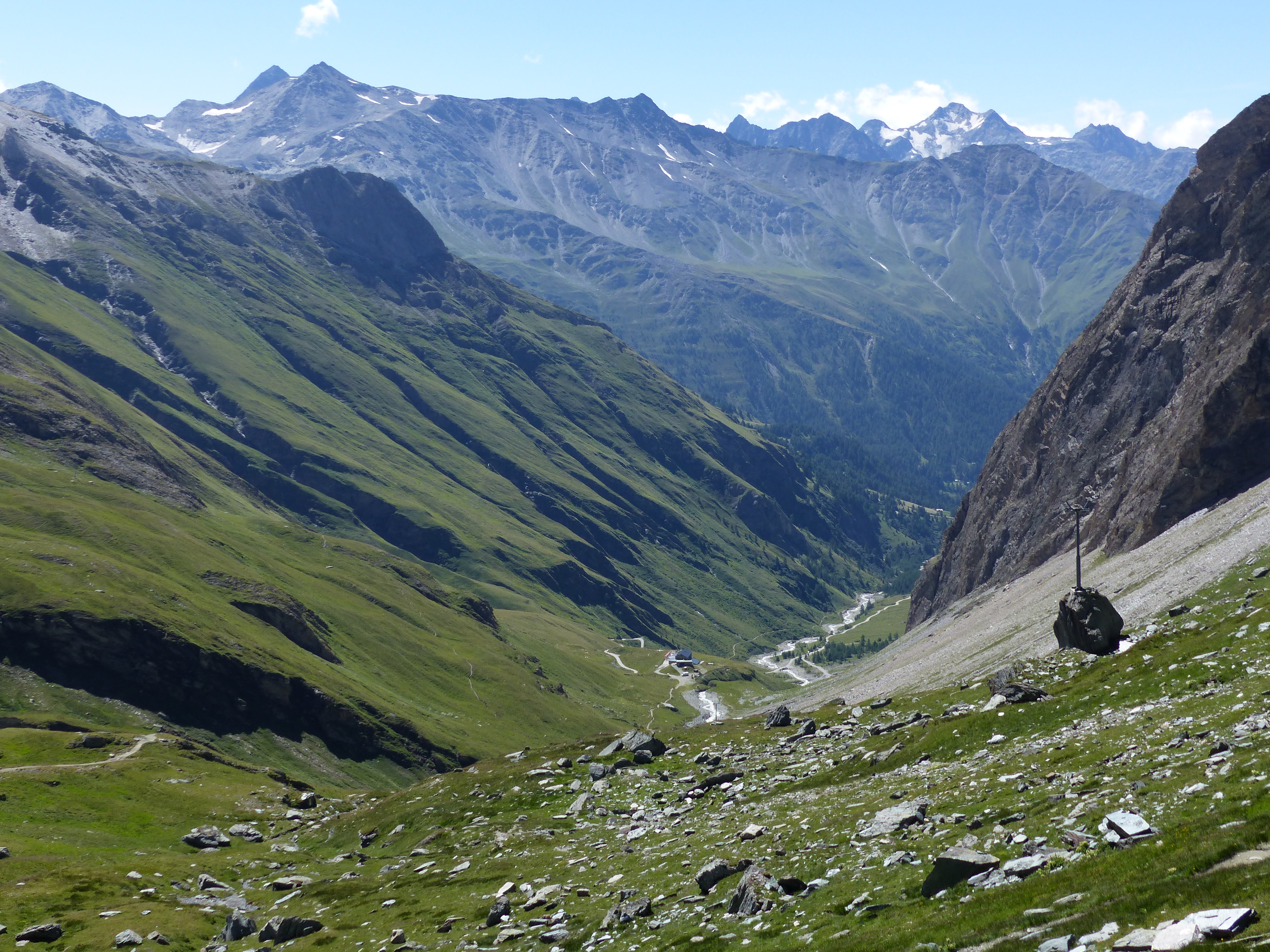
Oberes Ködnitztal mit Lucknerhütte und Schobergruppe.
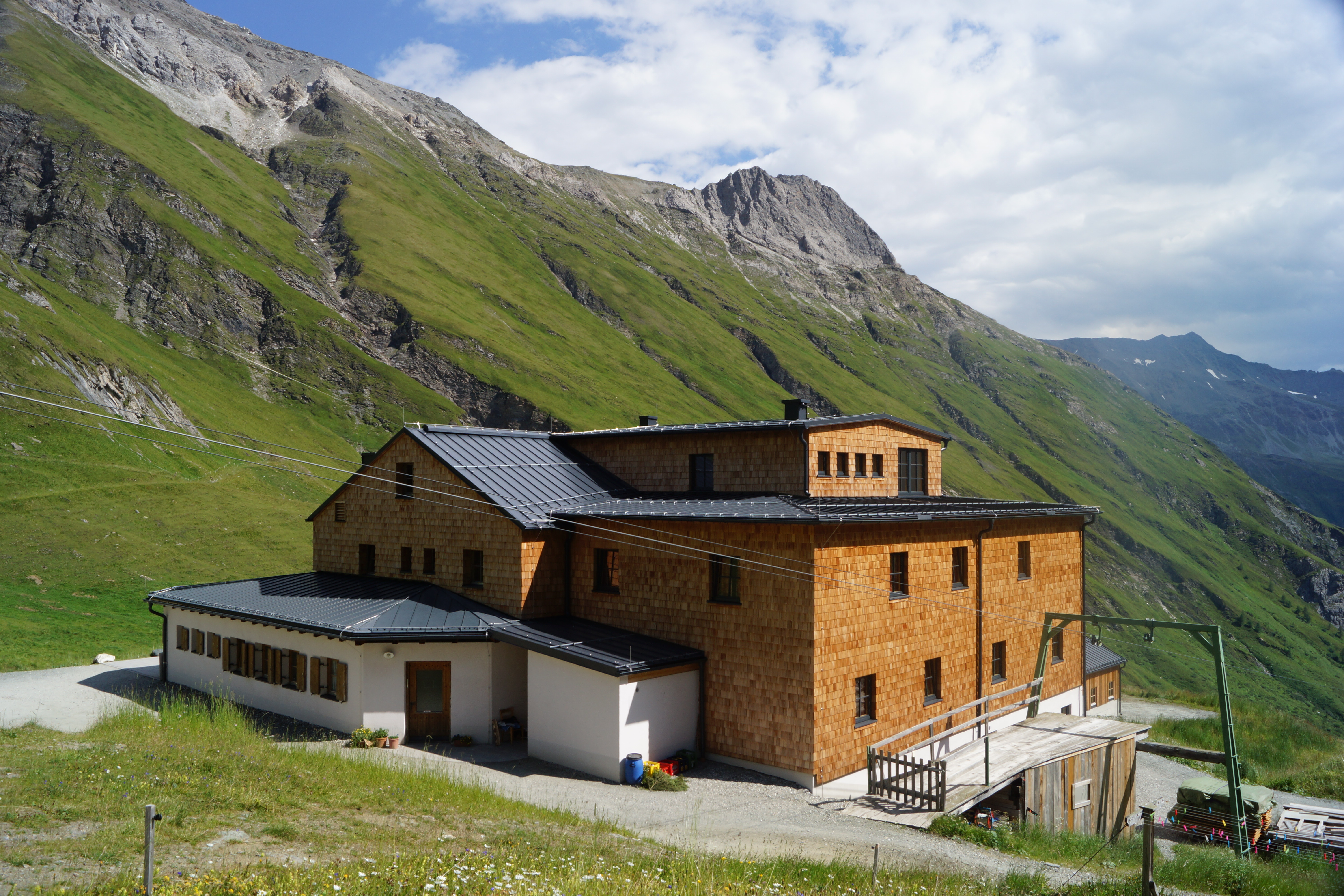
NW-Seite der Lucknerhütte mit Blick zu Medelscharte & -spitze.